# Skuggflikmossa
Skuggflikmossa (Leiocolea collaris) är en bladmossart som först beskrevs av Christian Gottfried Daniel Nees von Esenbeck, och fick sitt nu gällande namn av Roman Nicolaevich Schljakov. Enligt Catalogue of Life ingår Skuggflikmossa i släktet Leiocolea och familjen Jungermanniaceae, men enligt Dyntaxa är tillhörigheten istället släktet Leiocolea och familjen Lophoziaceae. Enligt den finländska rödlistan är arten nära hotad i Finland. Arten är reproducerande i Sverige. Artens livsmiljö är skuggiga kalkstensklippor och kalkbrott. Inga underarter finns listade i Catalogue of Life.